# Zoran Rankić
Zoran Rankić (Derventa, 1935. - Beograd, 9. prosinca 2019.), srbijanski i bosanskohercegovački filmski i kazališni glumac, satiričar, dramski pisac, kazališni redatelj, aforist i pjesnik

## Životopis
Rođen je u Derventi, u Bosn i i Hercegovini 1935. godine. Kazališnu karijeru započeo je u Narodnom kazalištu u Sarajevu u kojem je bio do 1960. godine. Od 1961. pa do 1975. bio je u Savremenom pozorištu u Beogradu. 1962. godine dobio je prvu televizijsku ulogu, u filmu Sektor D. 1963. bio je u televizijskoj seriji Šest svečanih pozivnica. U malom kazalištu bio je od 1971. godine. U Beogradskom dramskom pozorištu od 1975.—1999. godine, čiji je bio prvak. Ostvario je 26 uloga na filmu i televiziji i više stotina na radiju. Poznat po filmskim ulogama Nikole Kalabića u mini TV-seriji Poslednji čin i Žarka Popare u TV-seriji Srećni ljudi. Poznat po izvanrednim interpretacijama poezije na brojnim književnim večerima.
Aforizme je objavljivao u dnevnim novinama i časopisima Reflektor, Ekspres Politika, Večernje novosti, Politika, Otadžbina, Kafane i dr. 15 godina bio stalni suradnik Ošišanog ježa gdje je u rubrici Balkanski nervčik objavljivao aforizme. 1980-ih je u Večernjim novostima imao satiričnu rubriku Aforizmi jednodg lumca na stranici Vedra strana sveta.
Umro je u staračkom domu u Beogradu.
Bio je član Udruženja dramskih umetnika Srbije, Udruženja književnika Srbije, Udruženja dramskih pisaca Srbije, Udruženja književnika Republike Srpske i počasni član Beogradskog aforističarskog kruga.

## Djela
Drame Kalemegdanci (uprizorene u kazalištu) i Skretnica, zbirke pjesama Aorist (1992.) i Ekser (2006.), knjige aforizama: Doviđenja, kako ste? (1990, 1993); Aforizmi (1999); Balkanski nervčik (2005); Ovde kiša, ali i Srbija (2006) i Kod cara u podne (2012).

## Nagrade
Nagrađen za književni rad nagradama Braća Ormai i Ježeva bodlja, Ošišanog ježa; Radoje Domanović, Udruženja književnika Srbije; Dragiša Kašiković, Izdavačke kuće Srpska reč; Zlatna značka Kulturno-prosvetne zajednice Srbije i Jovan Hadži-Kostić, Večernjih novosti.